# Poppy Playtime
Poppy Playtime là một tựa game giải đố, kinh dị sinh tồn được phát triển và xuất bản bởi nhà phát hành Mob Entertainment. Chương đầu tiên được phát hành trên Steam dành cho Microsoft Windows vào ngày 12 tháng 10 năm 2021, chương thứ hai được phát hành vào ngày 5 tháng 5 năm 2022, chương thứ ba được phát hành vào ngày 30 tháng 1 năm 2024 và chương thứ tư được phát hành vào ngày 30 tháng 1 năm 2025. Các chương sau chương 1 có thể tải dưới dạng nội dung tải về.
Người chơi sẽ vào vai một cựu nhân viên được một bức thư dẫn tới một nhà máy đồ chơi bị bỏ hoang trước đây thuộc sở hữu của công ty Playtime Co. sau 10 năm khi các nhân viên bị biến mất không dấu vết. Người chơi phải đối mặt với Huggy Wuggy. Trong trò chơi, người chơi điều khiển nhân vật qua góc nhìn thứ nhất và phải giải các câu đố, một trong số đó yêu cầu một thiết bị hỗ trợ có tên là GrabPack, để có thể đi xa hơn. Trò chơi nhanh chóng đạt được những đánh giá tích cực cho lối chơi của nó trong lần phát hành đầu tiên, nhưng sau đó đã gặp phải những đánh giá tiêu cực sau khi các nhà phát triển công bố NFT, với chương thứ hai nhận được nhiều đánh giá hỗn hợp cho sự ra mắt lỗi của nó.
Chương hai bắt đầu với đoạn cuối của chương một. Vào chương hai người chơi phải đối mặt với quỷ mẹ chân dài Mommy Long Legs và vượt qua những trò chơi của quỷ mẹ chân dài. Người chơi vẫn sẽ có công cụ hỗ trợ là GrabPack, Đoạn cuối của chương hai Mommy Long Legs sẽ bị nghiền nát và thí nghiệm 1006 kéo nó đi.

## Lối chơi
Poppy Playtime là tựa game kinh dị sinh tồn góc nhìn thứ nhất, trong đó người chơi sẽ vào vai một cựu nhân viên của Playtime Co., người trở lại nhà máy đồ chơi bị bỏ hoang của công ty nói trên sau khi nhận được một lá thư từ nhân viên được cho là đã mất tích 10 năm trước. Nhân vật chính phát hiện ra rằng Huggy Wuggy, một nhân vật hình người to lớn đóng vai trò là linh vật của công ty, còn sống và có ác ý với nhân vật chính. Người chơi điều khiển nhân vật qua góc nhìn thứ nhất và giải nhiều câu đố để có thể đi được xa hơn, một trong số đó số yêu cầu một thiết bị hỗ trợ gọi là GrabPack, một chiếc ba lô được trang bị hai tay có thể kéo dài dùng để kéo và tiếp cận các vật thể từ khoảng cách xa, dẫn điện và vào một số cửa nhất định. Người chơi cũng có thể tìm thấy nhiều cuộn băng VHS khác nhau nằm xung quanh nhà máy, giúp giải thích sâu hơn về câu chuyện.

## Cốt truyện

### Chương 1 – Cái ôm chặt (A Tight Squeeze)
Nhân vật chính nhận được một gói chứa băng VHS, trong đó có quảng cáo cho búp bê nổi tiếng trong Poppy Playtime và các chuyến tham quan nhà máy, trước khi đột ngột cắt cảnh để ghép vào cảnh vẽ graffiti về hoa anh túc, và một lá thư từ nhân viên được cho là mất tích, yêu cầu họ để "tìm bông hoa". Sau đó, nhân vật chính đến thăm nhà máy sản xuất đồ chơi bị bỏ hoang để tìm hiểu điều gì đã xảy ra với các nhân viên. Sau khi giải mã đến cửa an ninh, nhân vật chính xem một đoạn băng VHS giới thiệu về GrabPack. Sau khi mở khóa cửa vào sảnh bằng nó, nhân vật chính trình diện với Huggy Wuggy, nhân vật hình người đang được trưng bày ở sảnh trung tâm của nhà máy. Trong khi cố gắng mở một cánh cửa ở sảnh, nguồn điện đột ngột bị cắt, buộc họ phải khôi phục lại nguồn điện trong phòng điện. Sau khi quay trở lại sảnh đợi, họ phát hiện ra rằng Huggy đã biến mất khỏi màn hình của mình. Nhân vật chính sau đó khôi phục năng lượng cho một bảng điều khiển để điều khiển một chiếc cần cẩu trên cao và lấy lại cánh tay phải của GrabPack. Sau đó, nhân vật chính đến được nơi sản xuất đồ chơi của nhà máy, sau khi họ khôi phục năng lượng cho cỗ máy "Make a Friend" và dây chuyền bắt đầu hoạt động. Sau đó, nhân vật chính đặt đồ chơi vào một máy quét và mở một cánh cửa dẫn đến một hành lang. Sau khi bước vào hành lang, Huggy bất ngờ xuất hiện và đuổi theo nhân vật chính vào đường hầm băng chuyền. Buộc người chơi phải tìm đường đến một ngõ cụt. Sau khi đến một ngõ cụt của băng chuyền, nhân vật chính kéo một chiếc hộp xuống và làm đứt một phần băng chuyền, khiến Huggy rơi xuống dưới cùng của nhà máy. Sau đó, nhân vật chính đi đến bức vẽ graffiti về hoa anh túc nói trên và bước vào một căn phòng, nơi họ tìm thấy Poppy trong một chiếc hộp. Nhân vật chính sau đó mở chiếc hộp và giải thoát Poppy.

### Chương 2 – bay trong một mạng lưới  (Fly In A Web)
Sau khi giải thoát Poppy khỏi lồng của cô, nhân vật chính khám phá hành lang phía sau của nhà máy, cuối cùng tìm thấy văn phòng của giám đốc Elliot Ludwig, người sáng lập Công ty Playtime. Sau khi bước vào lỗ thông hơi trong văn phòng, nhân vật chính gặp Poppy, người cảm ơn nhân vật chính đã giải thoát cho cô và đề nghị giúp nhân vật chính thoát khỏi nhà máy bằng cách đưa cho nhân vật chính một mã để kích hoạt chuyến tàu của nhà máy. Tuy nhiên, cô ấy bị tóm và kéo sâu hơn vào nhà máy. Khi nhân vật chính bước vào Game Station, nhân vật chính chạm trán với Mommy Long Legs, người đang giữ Poppy làm con tin và nắm lấy bàn tay màu đỏ từ GrabPack của nhân vật chính. Cô thách thức nhân vật chính giành chiến thắng ba trò chơi trong Game Station, và đổi lại sẽ đưa cho nhân vật chính mã cho chuyến tàu, đe dọa sẽ giết nhân vật chính nếu nhân vật chính không tuân theo quy tắc. Trước khi bước vào ba trò chơi, nhân vật chính có được bàn tay xanh lá để thay thế. Đi qua nhà máy, nhân vật chính có thể lấy hai phần mã trước khi trốn thoát trong trò chơi thứ ba, chạy trốn vào các đường hầm bên dưới nhà máy. Mommy Long Legs tức giận cáo buộc người chơi đã lừa dối cô và truy đuổi người chơi qua các đường hầm và vào nhà máy, cho đến khi cô ấy bị mắc vào răng của máy nghiền, giết chết cô ấy. Một bàn tay xương xậu vươn lên kéo cơ thể tan nát của cô ấy đi, trong khi nhân vật chính lấy được phần thứ ba của mật mã. Họ tìm thấy Poppy bị mắc kẹt trong một mạng nhện và giải thoát cho cô ấy, trước khi lên tàu để trốn thoát. Tuy nhiên, Poppy chuyển hướng đoàn tàu, nói rằng cô ấy chưa thể để nhân vật chính rời đi vì những sự kiện đã xảy ra bên trong nhà máy, đồng thời tuyên bố rằng cô ấy biết nhân vật chính có thể xử lý bất cứ điều gì xảy ra tiếp theo. Con tàu đột ngột mất kiểm soát, lao nhanh và trật bánh gần một biển báo chỉ dẫn đến "Playcare" (Khu trông trẻ).

### Ngoại truyện – Project: Playtime
Câu chuyện đưa ta về thời điểm nhân viên Playtime (bạn) còn là ở nhà máy. Nhận vật chính vào một nhóm tên là R.E.S. nghĩa là Chuyên Gia Khai Thác Tài Nguyên để thu thập các thông tin mật, bộ phận máy móc, bộ phận đồ chơi kích thước lớn từ những nơi nằm ngoài sự kiểm soát của nhà máy, ít có nhân viên ở lại túc trực. Bạn cùng với 6 người nữa (tổng là 7) sẽ cùng đi bằng tàu hỏa để đến 2 bản đồ mới là Theater và Factory (hiện tại đã cập nhập lên 4 bản đồ). Trong đó bạn và những người chơi khác sẽ giải các câu đố của các máy Puzzle để lấy được bộ phận của món đồ chơi gồm 5-7 mảnh. Sau đó sẽ tập hợp và lắp ghép để chuyển lên tàu. Tuy nhiên, trong suốt quá trình chơi thì mọi người phải đối mặt với ba con quái thú là Mommy Long Legs ở chương 2, Huggy Wuggy ở chương 1, và một nhân vật khác là Boxy Boo.

### Chương 3 – Giấc ngủ sâu (Deep Sleep)
Người chơi bị CatNap ném xuống đường hầm xử lý rác thải và đến trại trẻ mồ côi Playcare, được thành lập bởi người sáng lập Playtime, Elliot Ludwig và được bảo vệ bởi CatNap, một thành viên của nhóm "Smiling Critters" (Những bạn thú tươi cười) của Playtime. Một giọng nói tự xưng là Ollie giúp đỡ người chơi bằng cách đưa ra lời khuyên và chìa khóa thông qua điện thoại đồ chơi. Ollie đưa cho người chơi chìa khóa của Khu sản xuất khí đốt, được sử dụng để cung cấp năng lượng cho tòa nhà nhưng cũng tạo ra một loại khí gọi là "Khói đỏ". Người chơi lấy được bàn tay màu tím sau khi đặt viên pin xanh. Sau khi kích hoạt bàn điều khiển, nguồn sẽ tắt. Trong khi khám phá Playcare để bật máy phát điện, người chơi phải trốn tránh CatNap và sống sót sau Khói đỏ phát ra chất gây ảo giác bằng cách sử dụng mặt nạ phòng độc.
Cùng với Kissy Missy thân thiện, Poppy giải thích rằng cô ấy muốn người chơi giúp cô tiêu diệt một kẻ thù được biết đến là "Nguyên Mẫu" (Prototype) trước khi nó giết họ để kết thúc cuộc tàn sát khắp nhà máy. Người chơi gặp và giết Miss Delight ở trường học địa phương và lấy được bàn tay súng lửa, đồng thời gặp DogDay, cậu giải thích rằng CatNap muốn giết người chơi và tôn thờ Nguyên mẫu trước khi cậu bị giết và chiếm hữu bởi Sinh vật mỉm cười nhỏ. Khi ở trong văn phòng cố vấn, người chơi bị Khói đỏ đưa vào trạng thái xuất thần khác, nơi Poppy nói với người chơi những câu hỏi tu từ với nhiều hình ảnh khác nhau về những đứa trẻ, những người đang bị thí nghiệm và biến thành những sinh vật hình người cư trú trong nhà máy. Tại Gas Production Zone, người chơi chiến đấu với CatNap trong khi cố gắng khởi động lại nguồn điện, và họ đã dùng điện giật và đốt cháy con quái vật. Nguyên Mẫu xuất hiện và CatNap hiến thân cho nó, kẻ đã giết CatNap và kéo xác nó đi. Poppy cho người chơi xem đoạn băng "Giờ Vui Vẻ" (The Hour of Joy), trong đó Prototype hướng dẫn các món đồ chơi sống tàn sát nhân viên một cách bừa bãi, do đó tại sao họ nên giết Prototype. Khi Poppy và người chơi đi xuống hang ổ của Prototype, Kissy Missy bị tấn công và cả hai không thể giúp cô ấy kịp thời.

### Chương 4 - Chỗ trú ẩn an toàn (Safe Haven)
Sau khi nghe thấy tiếng hét của Kissy, Poppy và The Player vẫn đang ở trên thang máy hướng xuống tầng hầm phụ để tìm đồng minh ở đó. Poppy quyết định quay lại để giúp Kissy và cảnh báo The Player rằng nơi này rất nguy hiểm ngay cả theo tiêu chuẩn của nhà máy. Sau đó, người chơi tìm cách vào Nhà tù. Cuối cùng, người chơi tìm được một phòng giam trống trên một chuyến tàu đưa họ vào bên trong nhà tù. Trong khi ở trong phòng giam, người chơi bị The Doctor phát hiện , người đã khiến tàu bị đâm. Khi người chơi tỉnh dậy, anh ta đã đến Nhà tù. The Doctor luôn theo dõi đến hành động của người chơi, tạo ra một số trò chơi nhỏ khi anh ta di chuyển qua khối phòng giam. Người chơi đến một phòng quan sát.Tại đó, The Doctor đã thả một thí nghiệm của mình, Yarnaby. Người chơi phải di chuyển xung quanh con thú hoang dã trong không gian chật hẹp. Tuy nhiên, vì một sinh vật kỳ lạ, co giãn giúp mở khóa cửa và đánh lạc hướng con quái vật, cho phép họ thoát khỏi lãnh thổ của Yarnaby một cách an toàn sau một cuộc rượt đuổi ngắn. 
Người chơi tiếp tục di chuyển qua nhà tù, cuối cùng lại chạm mặt với Pianosaurus. Trước khi nó có thể tiếp cận người chơi, đột nhiên bị một số cánh tay co giãn tóm lấy và giết chết nó. Người chơi nhìn thấy Doey the Doughman. Đi theo Doey, người chơi được dẫn đến Safe Haven, một khu vực được gia cố nghiêm ngặt của cơ sở với lưới điện riêng biệt, nơi những món đồ chơi không hung dữ cuối cùng đã ẩn náu dưới sự bảo vệ của Doey.  Để tiếp tục, Người chơi cần di chuyển vào hang ổ của  Yarnaby. Khi Nngười chơi cuối cùng cũng đến được cánh cửa ra khỏi khu vực, Yarnaby ngay lập tức đuổi theo lần cuối cùng. Như số phận của các con quái vật khác, Yarnaby bị treo lơ lửng trên một hố lửa, Yarnaby bị cháy, rơi khỏi móc, không thể trèo lên và rơi mất vào hố. Người chơi tiếp cận đến khu vực của The Doctor. Khi tất cả các cục pin được cắm vào phần trung tâm của phòng máy chủ, người chơi tiếp cận não của Bác sĩ và tháo Omni-Chip ra, gây ra một đợt tăng điện áp và tiêu diệt ông ta. 
Mục tiêu của Poppy là sử dụng thuốc nổ để cho nổ tung The Foundation và tiêu diệt Prototype. Một cuộc gọi điện thoại từ Ollie nói rằng Prototype ở ngay bên ngoài Safe Haven. Doey ra ngoài để đánh lạc hướng hắn còn cựu nhân viên đặt các thuốc nổ trong phòng khí trung tâm và chuyển hướng khí làm ngập các đường hầm. Trong khi chạy trốn khỏi đám khói đỏ, người chơi chạm trán Doey. Anh ta kinh hoàng nhận ra, và quá muộn, rằng hắn ta cố tình dẫn anh ta ra khỏi Safe Haven. Một vụ nổ ở đó làm mọi thứ xung quang dường như sụp đổ. Khi trở về, Doey thấy Safe Haven đã bị phá hủy hoàn toàn và tất cả đồ chơi bên trong đã chết vì vụ nổ. Doey suy sụp và cho rằng Poppy và người chơi là nguyên nhân dẫn đến cái kết này. Anh ta đuổi theo Người chơi qua các đường hầm ngầm dẫn đến một công trường xây dựng ngầm. Không thể biến Doey trở lại bình thường. Người chơi buộc phải giết Doey.  
Sau khi giết Doey, người chơi tình cờ vào đường ống thông gió B6, nơi ở hiện tại của Poppy và Kissy Missy. Poppy cố gắng liên lạc với Ollie, nhưng Ollie tiết lộ rằng anh ta là Prototype trong suốt thời gian qua còn Ollie đã chết từ lâu. Anh ta tiếp tục chế nhạo nhóm về những thất bại và đe dọa Poppy sẽ bị đưa trở lại chiếc lồng đó. Quá choáng ngợp trước sự tiết lộ, những thất bại của cô và nỗi sợ phải quay lại năm xưa, Poppy quyết định bỏ trốn và bỏ lại người chơi với Kissy Missy. The Prototype hả hê về kết quả này. Sau đó, một đường ống bị kích nổ, Kissy Missy bám vào mép hố và cố gắng cứu người chơi, nhưng cánh tay bị đứt, thả người chơi xuống một cái hố sâu. 
Tỉnh dậy sau cú rơi, người chơi thấy mình ở dưới cùng của nhà máy Playtime, được bao quanh bởi một khu vườn hoa anh túc. Sau khi khám phá một lúc, người chơi tìm thấy một băng ghi âm bài giảng của Leith Pierre. Bất ngờ thay, Huggy Wuggy từ tầng trên cùng nhà máy Playtime vẫn còn sống sót. Nó bị thương nặng và mất hết phần tay trái. Huggy Wuggy lao tới cánh cửa sắt, đập cửa và hết trước mặt cựu nhân viên. 
Chương 4 kết thúc với một cliffhanger, để lại nhiều câu hỏi về số phận của nhân vật chính và những bí mật ẩn giấu trong nhà máy Playtime Co.

## Phát triển và phát hành
| 2021 | Chương 1 – Một cái ôm thật chặt (A Tight Squeeze)  |
| 2022 | Chương 1 ở bản phát hành iOS và Android            |
| 2022 | Chương 2 – Sa lưới (Fly In A Web)                  |
| 2022 | Chương 2 ở bản phát hành iOS và Android            |
| 2022 | Ngoại truyện – Project: Playtime                   |
| 2023 | Chương 1 ở bản phát hành máy chơi trò chơi điện tử |
| 2024 | Chương 3 – Giấc ngủ say sưa (Deep Sleep)           |
| 2024 | Chương 3 ở bản phát hành iOS và Android            |
| 2025 | Chương 4 – Chỗ trú ẩn an toàn (Safe Haven)         |

Ý tưởng về Poppy Playtime ban đầu được nghĩ đến bởi giám đốc trò chơi Isaac Christopherson, nói rằng mọi người gọi hầu hết các trò chơi kinh dị độc lập 'Walking Simulators', cho Mob Entertainment ý tưởng "tạo ra một cái gì đó với lối chơi không cảm thấy khá run-of-the-mill, trong khi vẫn còn thú vị, đáng sợ, và độc đáo." Một đoạn giới thiệu cho chương đầu tiên của trò chơi đã được tải lên vào tháng 9 năm 2021. Chương này sau đó được phát hành trên Steam cho Microsoft Windows vào ngày 12 tháng 10, và sau đó cho Android và iOS vào ngày 11 tháng 3 năm 2022. Sau khi phát hành chương đầu tiên, hàng hóa chính thức của trò chơi bắt đầu được phát hành, bao gồm áo phông, áp phích và đồ chơi sang trọng, cũng như các bộ sưu tập chính thức do Youtooz sản xuất.
Tất cả các chương sau chương đầu tiên sẽ được phát hành dưới dạng nội dung có thể tải xuống. Một đoạn giới thiệu cho Chương 2, có tên Fly in a Web, được phát hành vào ngày 22 tháng 2 năm 2022, với một số teaser sau đó được đăng lên Twitter gồm một đoạn giới thiệu teaser vào ngày 9 tháng 4. Để chuẩn bị cho việc phát hành chương thứ hai, chương đầu tiên đã được thực hiện miễn phí. Chương thứ hai sau đó được phát hành vào ngày 5 tháng 5, cho Microsoft Windows và được ước tính là gấp ba lần so với chương đầu tiên.

## Đón nhận
Poppy Playtime đã được đón nhận nồng nhiệt khi phát hành lần đầu tiên, với nó nhận được lời khen ngợi về bầu không khí, câu chuyện và thiết kế nhân vật của nó cũng như được so sánh với Five Nights at Freddy's franchise, với Austin Geiger của Screen Rant gọi Poppy Playtime là "hấp dẫn hơn" so với Security Breach. Tuy nhiên, chương đầu tiên đã bị chỉ trích vì độ dài ngắn của nó, tuyên bố dài khoảng 30-45 phút. Trò chơi cũng nhanh chóng được tiếp xúc trên các nền tảng như YouTube và Twitch, với các video về trước đây đạt hàng triệu lượt xem, cũng như các trò chơi dựa trên Poppy Playtime xuất hiện trên Roblox.
Chương 2 đã nhận được nhiều ý kiến trái chiều về Steam, nhận được lời khen ngợi về diễn xuất và kết thúc bằng giọng nói bị chỉ trích vì số lượng lỗi và các vấn đề về hiệu suất, bao gồm các vấn đề về âm thanh, sự cố, độ trễ và cái gọi là "Barry glitch". Mob Entertainment đã trả lời bằng một lời xin lỗi và bắt đầu tung ra các bản vá lỗi cho các vấn đề nói trên.

### Tranh cãi
Vào tháng 12 năm 2021, trên Twitter, các nhà phát triển đã công bố các token không thể thay thế của các áp phích trong trò chơi, nhanh chóng gặp phải phản ứng dữ dội và đánh giá tiêu cực từ cộng đồng, cũng như một số người dùng hoàn lại tiền, cho rằng các nhà phát triển đặt truyền thuyết về trò chơi đằng sau một bức tường trả tiền. Đáp lại, các nhà phát triển đã xóa thông báo, nhưng cũng không thể loại bỏ NFTs do hợp đồng mà họ đã ký, nói rằng họ phải chờ cho đến khi nó hết hạn. Tháng 5 năm 2022, Giám đốc điều hành của Mob Entertainment Zach Belanger đã đăng một tuyên bố trên Twitter, nơi ông xác nhận rằng tất cả lợi nhuận kiếm được từ NFTs sẽ được chuyển đến tổ chức Lực lượng đặc nhiệm không khí sạch.
Xung quanh việc phát hành Poppy Playtime, nhà phát triển Ekrcoaster tuyên bố rằng Mob Entertainment đã "đạo nhái" trò chơi Venge của mình. Trong tuyên bố nói trên, Belanger phủ nhận các cáo buộc, nói rằng các tuyên bố dựa trên 'vụ bê bối giữa hai bên' từ năm 2017.
Cảnh sát Dorset và Sở Cảnh sát Hạt Lafayette đều đưa ra một tuyên bố cho phụ huynh liên quan đến nhân vật Huggy Wuggy vào ngày 22 tháng 3 năm 2022, và ngày 7 tháng 4, tuyên bố rằng do tên của nhân vật, các video khác nhau không bị chặn bởi "tường lửa" và được lọc bởi các bộ lọc của phụ huynh trên các nền tảng khác nhau, bao gồm TikTok và YouTube Kids. Trước đây cũng tuyên bố rằng các trường học khác nhau ở Vương quốc Anh đã báo cáo trẻ em tái tạo một trò chơi mà một đứa trẻ ôm một đứa trẻ khác và sau đó thì thầm những điều nham hiểm vào tai người nhận. Có báo cáo rằng một đứa trẻ đã cố gắng nhảy ra khỏi cửa sổ để bắt chước nhân vật, và Học khu Luxemburg-Casco đã nhận được "khiếu nại từ các học sinh nói rằng họ không thể ngủ" do sợ nhân vật. Trang web kiểm tra thực tế Snopes xác nhận rằng trong khi đã có báo cáo từ các bậc cha mẹ ở Vương quốc Anh, cảnh sát đã tuyên bố không chính xác rằng nhân vật đã hát các bài hát, mặc dù nói rằng các bài hát được tạo ra bởi người hâm mộ và không xuất hiện trong trò chơi. Snopes cũng đã nói rằng các video không phù hợp liên quan đến nhân vật này không có sẵn cho người dùng trẻ tuổi trên TikTok và YouTube Kids, với người phát ngôn của mỗi nền tảng xác nhận như vậy.